# Saint-Martin-sur-Ouanne
Saint-Martin-sur-Ouanne è un comune francese di 451 abitanti situato nel dipartimento della Yonne nella regione della Borgogna-Franca Contea.

## Società

### Evoluzione demografica
Abitanti censiti